# 山本雅彦
山本 雅彦（やまもと まさひこ、1956年8月26日 - ）は、日本の元スピードスケート選手。北海道釧路市出身。釧路第一高等学校を経て王子製紙所属時代にインスブルックオリンピック、レークプラシッドオリンピックに日本代表として出場した。
1976年の全日本スピードスケート選手権大会で総合優勝。
1976年インスブルックオリンピックでは1500m21位、5000m22位、10000m16位、1980年のレークプラシッドオリンピックでは1500m19位、5000m21位、10000m17位だった。
1977年に北海道新聞スポーツ賞を受賞。
現役引退後は王子製紙に勤務しながら同スケート部で指導し堀井学らを育てた。
1998年長野オリンピック後独立した堀井を指導するため自らも王子製紙を退社、堀井を支えた。
リレハンメルオリンピック、長野オリンピック、ソルトレイクシティオリンピック、トリノオリンピック にコーチとして参加した。